# 살파우 능선

살파우 능선(핀란드어: Salpausselkä 살파우스셀캐[ˈsɑlpɑu̯sˌselkæ][*]→빗장 능선)은 핀란드 남부지역을 동서로 달리는 능선이다. 지금으로부터 1만 2250-1만 400년 전 영거 드라이아스 빙하기 때 발트 얼음호수의 가장자리였던 부분에 종퇴석이 쌓여 만들어진 지형이다. 동서로 길이는 약 500 킬로미터이고 해발고도는 최대 80 미터다.
서쪽 끝은 항코반도이고 동쪽으로는 러시아와의 국경 부근에 이른다. 이 능선 이북으로는 호수수오미라는 엄청난 호수계가 펼쳐져 있다. 살파우 능선 때문에 호수수오미의 물은 북쪽에 갇혀서 유출구가 부옥시강, 사이마 운하 등 극소수로 한정된다.
살파우 능선은 오랜 세월동안 교통로로 이용되어왔고, 근대에 들어서도 이 능선을 따라 철도와 도로가 부설되었다. 또한 호수수오미 지역의 호숫물을 깨끗한 지하수로 걸러내는 중요한 수원지이기도 하여, 살파우 능선 주변으로 거주지가 형성되었다. 살파우 능선 남쪽은 늦어도 1만 년 전부터 사람이 살기 시작했다.
살파우 능선과 형태가 비슷하지만 규모가 작은 제2, 3살파우 능선들이 존재한다. 제2, 3능선은 제1능선보다 북쪽에 위치하며, 제1능선보다 늦게 형성되었다.